# Aloe guineensis
Aloe guineensis é uma espécie de liliopsida do gênero Aloe, pertencente à família Asphodelaceae.